# Зона життя (фільм)
Зона життя (англ. The Life Zone) — американський трилер 2011 року.

## Сюжет
Три дівчини приходять у місце де роблять оборти, щоб позбутися вагітності. Але раптово, вони опиняються в похмурому приміщенні з ліжками, в якому їх змушують їсти, дивитися пропагандистські передачі, дискутувати і народжувати своїх проклятих дітей. І якщо вони посміють ослухатися — їх чекає кара!

## У ролях
- Роберт Лоджа — Джон Лейтон
- Ліндсі Хоун — Стейсі Горовіц
- Мартін Коув — Ренді Грейвс
- Чарльз Дернінг — Джеймс Вайс
- Анджела Літтл — Лара Поузі
- Кен Дель Веккіо — Баррі
- Бланш Бейкер — доктор Вікторія Вайс
- Катаржина Волейніо — Скарлет
- Тара Бак — Ліза Рейнс
- Томас Дж. Вейтс — Роджер Філдс
- Ерік Етебарі — Рорі
- Рейчел Роббінс — Енджел
- Таррі Маркелл — Ракель
- Кіт Коллінз — Рамон
- Ніна Трансфелд — Наталі Філдс
- Ейлін Фултон — Кетрін Вайс
- Френк Гігліо — Луїджі
- Грег Джексон — Грегорі
- Елісса Голдштейн — Лідія
- Роб Моретті — Роберт
- Аманда Антонуччі — Аманда
- Ребекка Барон — Ребекка
- Майя Полслі — Сара
- Майкл Борао — Хуан
- Тетяна Наумовська — доктор Кетрін Сімоне
- Насе Наумоскі — Девід Мелроуз
- Наталі Ромеро — Грізел
- Маріо Дель Веккіо — брат Наталі
- Оззі Фіаз — Валід
- Ендрю Гаузе — Луїс
- Ренді Пірс — Жерар
- Джон Тобіаш — Джеймс Вайс
- Джон П. Гуліно — Маріо